# Putzi Frandl
Putzi Frandl, född 5 juli 1930 i Radstadt, är en österrikisk före detta alpin skidåkare.
Frandl blev olympisk silvermedaljör i storslalom vid vinterspelen 1956 i Cortina d'Ampezzo.